# Piotr Winnicki
Piotr Winnicki herbu Sas (zm. przed 13 września 1707 roku) – podczaszy kamieniecki w latach 1693-1707, 
sędzia kapturowy ziemi przemyskiej w 1696 roku.